# 타나이 애니스
타나이 로렌 리베라 애니스(영어: Tahnai Lauren Rivera Annis, 1989년 6월 20일 ~ )는 미국 출신 필리핀의 여자 축구 선수로 포지션은 공격형 미드필더이다. 현재는 아이슬란드 베스타데일드 크벤나 소속 여자 축구 클럽인 소르/KA에서 뛰고 있으며 필리핀 여자 축구 국가대표팀의 주장을 맡았다.

## 대학 경력
애니스는 2008년부터 2011년까지 NCAA 디비전 1에 소속된 플로리다 대학교 산하 여자 축구단인 플로리다 게이터스에서 뛰었으며 96경기에서 총 38골과 16도움을 기록했다. 2008년에는 SEC 올프레시맨 팀과 사커버즈닷컴(SoccerBuzz.com) 프레시맨 올아메리카 대표팀의 일원이 되었으며 2010년에는 올아메리카 팀, 사우스이스턴 콘퍼런스 올세컨드 팀의 일원이 되기도 했다.

## 클럽 경력
애니스는 대학교를 졸업한 이후에 2012년부터 2014년까지 아이슬란드의 최상위 여자 축구 리그인 베스타데일드 크벤나의 소르/KA(Þór/KA)에서 62경기에 출전해 19골을 넣으며 프로 축구 선수로 활약했다. 2012년에는 클럽의 리그 우승을 도왔고 2013년에는 클럽의 MVP를 수상했다. 또한 아이슬란드의 여자 축구 클럽에서 UEFA 여자 챔피언스리그에 참가했다.
애니스는 2014년에 클럽을 떠나면서 한동안 무소속으로 있었다가 2023년에 친정 팀인 소르/KA으로 복귀했다.

## 국가대표 경력
애니스는 그의 어머니인 마일라(Myla)가 필리핀 루세나 출신이었기 때문에 필리핀 여자 축구 국가대표팀에서 뛸 자격이 있었다. 애니스는 2018년 1월에 미국에서 열린 훈련 캠프를 통해 필리핀 국가대표팀에 합류했다. 그 뒤 요르단에서 개최된 2018년 AFC 여자 아시안컵에 참가한 필리핀 국가대표팀의 최종 명단에 이름을 올리면서 주장으로 지명되었다. 패트리스 임펠리도는 2018년 AFC 여자 아시안컵에 참가한 필리핀 국가대표팀의 공동 주장을 맡았다.
애니스는 개최국인 요르단과의 조별 예선 1차전 경기에 처음 출전했으며 필리핀은 요르단에 2-1 승리를 기록했다. 그러나 중국과의 2차전에서는 0-3으로 완패했고 태국과의 최종전에서도 1-3으로 패하며 5·6위 결정전으로 밀려났다. 그 뒤 대한민국과의 5·6위 결정전에서도 0-5로 대패를 당하면서 2019년 FIFA 여자 월드컵 본선 진출이 좌절되었다.
애니스는 2021년 9월에 우즈베키스탄 타슈켄트에서 열린 네팔과의 2022년 AFC 여자 아시안컵 예선 경기에서 자신의 필리핀 국가대표팀 첫 골을 기록하여 필리핀의 2-1 승리에 기여했다. 그 뒤 인도에서 열린 2022년 AFC 여자 아시안컵 본선에서 필리핀의 준결승전 진출에 기여했고 필리핀은 사상 처음으로 FIFA 여자 월드컵 본선에 진출하게 된다. 2022년에 베트남 꽝닌성에서 개최된 2021년 동남아시아 경기 대회에서는 필리핀의 여자 축구 동메달에 기여했다. 필리핀에서 개최된 2022년 동남아시아 축구 연맹 여자 선수권 대회에서는 필리핀의 사상 첫 동남아시아 축구 연맹 여자 선수권 대회 우승에 기여했다.
애니스는 오스트레일리아와 뉴질랜드에서 공동 개최된 2023년 FIFA 여자 월드컵에 참가한 필리핀 여자 축구 국가대표팀의 주장을 맡았다.

## 감독 경력
애니스는 2016년부터 2017년까지 미국 애버릿 대학교 산하 여자 축구 클럽인 애버릿 쿠거스에서 부감독으로 활동했다.

## 개인 생활
애니스는 미국 오하이오주 제인즈빌 출신으로 2012년에 플로리다 대학교를 졸업하고 경영학 부전공과 스포츠 경영학 학사 학위를 취득했다. 애니스는 마케팅에 중점을 둔 경영학 석사 학위를 취득하기 위해 애버릿 대학교에 입학했다.
애니스는 공개적으로 성소수자 사회에 속하는 레즈비언이라고 밝혔고 미국의 비영리 LGBT 운동 단체인 애슬리트 앨리(Athlete Ally)의 홍보대사로 활동했다.

## 수상
소르/KA
- 베스타데일드 크벤나 우승 1회 (2012)
- 아이슬란드 여자컵 준우승 1회 (2013)
- 아이슬란드 여자 슈퍼컵 우승 1회 (2013)

필리핀
- 2021년 동남아시아 경기 대회 여자 축구 동메달
- 2022년 동남아시아 축구 연맹 여자 선수권 대회 우승